# Hoko
Hoko (lat. Crax) je rod ptica iz potporodice Cracinae, porodice Cracidae, red kokoški. Živi u Središnjoj i Južnoj Americi. 

## Izgled ptica
Sve su ptice duge između 75 i 90 centimetara, dok su teške 2300-4800 grama. Perje mužjaka je obično crne boje, s upadljivim ćubama, dok ženke imaju crvenkasto ili smeđe perje s pjegicama različitih boja. Dnevne su i kopnene životinje.

## Vrste
Ovaj rod sastoji se od sedam vrsta. To su:
- Crax alberti
- Crax alector
- Crax blumenbachii
- Crax daubentoni
- Crax fasciolata
- Crax globulosa
- Crax rubra